# Bopyrissa dawydoffi
Bopyrissa dawydoffi är en kräftdjursart som först beskrevs av Radu Codreanu 1963.  Bopyrissa dawydoffi ingår i släktet Bopyrissa och familjen Bopyridae. Inga underarter finns listade i Catalogue of Life.